# Defective by Design

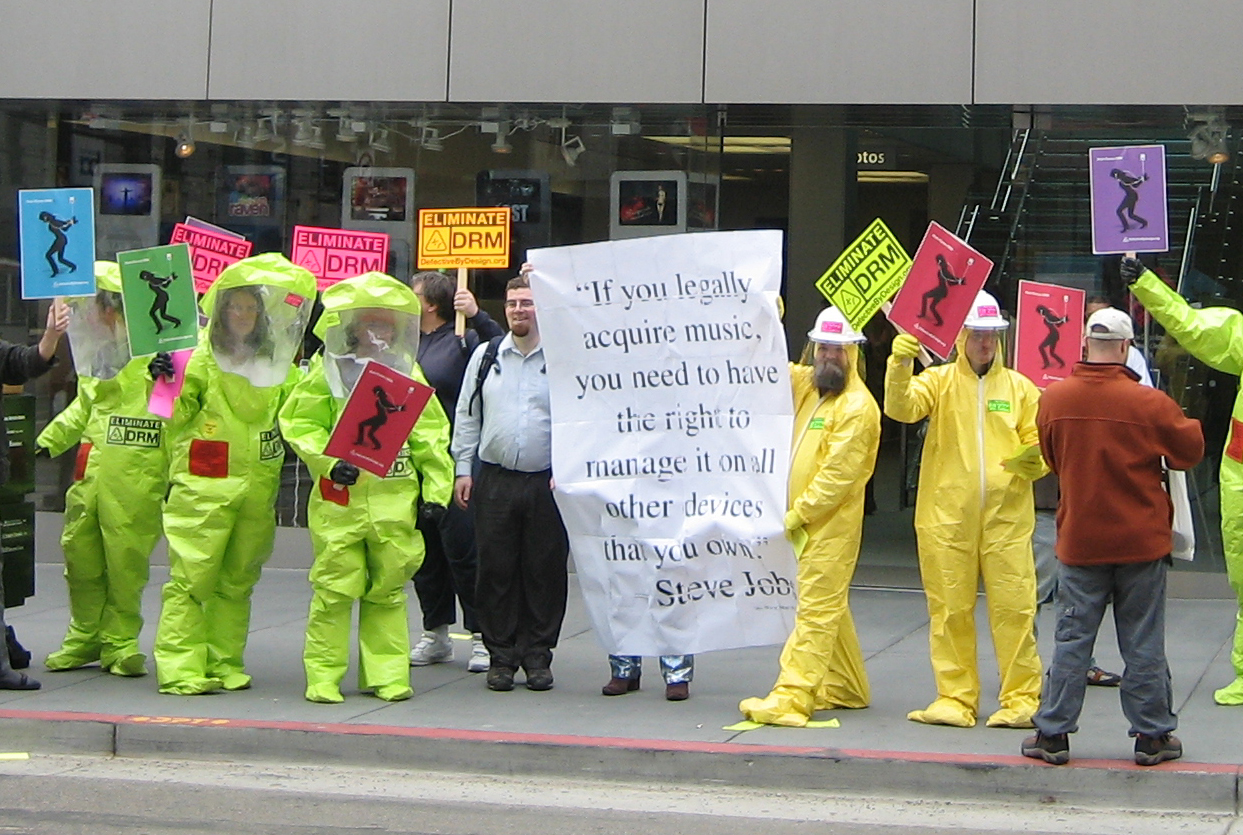
DRMで雁字搦めなiPodを販売するサンフランシスコのApple Store前で抗議の声を上げる支持者たち。"If you legally acquire music, you need to have the right to manage it on all other devices that you own"（あなた方が法律に則って音楽を手に入れるならば、あなた方は自身が所有する他全ての機器で音楽を取り扱える権利を得る。）というジョブズの（皮肉な）発言が書かれたシートを掲げている。2006年6月10日。

Defective by Design（「設計不良」の意、もしくは、意訳して「発想からして欠陥」、「設計からして欠陥」）とは、デジタル著作権管理（Digital rights management; DRM）に対抗するため、フリーソフトウェア財団（Free Software Foundation; FSF）により立ち上げられた運動である。DRM（もっともこれに反対する者は「デジタル制約管理」"Digital restrictions management"と呼ぶ）は、書籍や（CCCDではない）音声CDのように普通に不自由無く利用できるメディアに慣れ親しんだユーザーが同じように、購入した映画、音楽、文学作品、ソフトウェアそしてハードウェアを自由に使用する権利を阻害する。
Defective by Design運動の原点となる考え方は、DRMが製品の使用を制限するよう故意に欠陥を作り出す設計から成る、という概念である。彼らは、これはデジタル著作物の自由の未来を奪うものである、と主張する。当団体は、「巨大メディア、非協力的なメーカー、DRM頒布者」をターゲットとし、広く啓発するようこの問題を提起し、率先して運動への参加者を増やすことを目的としている。本運動は、社会運動の本流との共通要素を探り、自由ソフトウェアの支持者たちが、社会的に関わるようになることを推奨する、FSFの初めての奮闘のひとつと表現できる。2006年後半時点での登録者は12,000名以上に上ると、当団体は主張していた。

## DRMの影響に関する見解
DRMは、音声、映像（動画）、コンピュータゲームを含む様々なマルチメディア製品を暗号化するために利用される。そしてそれは、製品を所有するユーザーを権利保有者の意向に沿うよう制限する意図を持っている。DRMとなり得るものの例は次が挙げられる。著作権侵害の抑止を期待して、メディアの複製を制限もしくは禁止すること、または、競合他社のハードウェア・メディアのような非認証製品を消費者に利用させないよう、合法的保管や共有とシステムへの入出力アクセスの暗号化または阻止を行うことである。DRMはユーザーがCDまたはDVDを複製するのを妨げる、DVDを視聴する際広告をスキップすることを妨害する、または、競合製品間での相互運用性に関する問題を引き起こす。テクノロジーに精通するものの間ではしばしばDRMを迂回する手段を発見することは可能とされるが、このような方法は容易ではなく、場合によってはアナログ・ホールと呼ばれるデジタルデータからアナログデータへの変換に伴う脆弱性を利用することになる。また別の場合では、DRMはユーザーにメディアの違法な方法による利用をさせないだけではなく、合法的手段すらも妨害する可能性がある。
DRM保護されたメディアの複製の制限に加えて、DRMはコンピュータを所有者の意図に一貫して反した動作を行うよう許すことにつながる。

## 歴史
Defective by DesignはFSFとCivicActions両者の共同運動である。後者はアドボカシー・キャンペーンをオンラインで展開する企業組織である。当運動の主催者は、CivicActionsのグレゴリー・ヘラー（Gregory Heller）、FSFの執行役員（executive director）ピーター・T・ブラウン、CivicActionsとFSF双方の理事であるヘンリー・プールである。当運動は2006年5月に開催されたWindows Hardware Engineering Conference（WinHEC）に合わせ、DRM反対の抗議の声を上げるため立ち上げられた。抗議運動において、FSFのメンバーは黄色の化学防護服に身を包み、本運動のキー・スローガンでもあるフレーズ、「DRM技術を内包するマイクロソフト製品は設計からして欠陥である（defective by design）」との説明が書かれたパンフレットを配布した。
以来、当キャンペーンは大きな成功を成し遂げた活動を数々立ち上げてきた。アメリカレコード協会をはじめとする世界各地の関連組織に対し、各組織のDRMについての立場を聞き出すため、数千件の電話問い合わせを行うキャンペーン（言わば電凸）を成功裏に導いたと当運動は主張する。一方、AppleのiTunesによるDRM規制を支持していることで有名なU2のボノと会談を持ったことは、特にこれといった成果を挙げていない。しかしながら4大レコードレーベルは、係争中の訴訟を取り下げ、DRMを音楽販売の現場から除去するためアップルとマイクロソフトを取り持った。
公式ウェブサイトDefectiveByDesign.orgは2006年10月3日を「反DRMデー」と宣言し、アメリカやイギリスの主要なApple Store前で幾つかの野外イベントを開催した。再び化学防護服を着た活動家たちが抗議の声を上げ、iTMSやiPodメディアプレーヤー内に内包されているDRMをアップルが使用している事実を白日の下に晒すリーフレットを配った。
また本運動はBadVista運動と共に2007年1月30日、タイムズスクエアにて活動を行った。化学防護服を着た活動家は、Windows VistaのDRMやTrusted Computing機能についての危険性を補記した印刷物を配った。また同時にVistaを入れ替えるのに適した自由ソフトウェアがインストールできるCDも頒布された。

## タギング・キャンペーン
Defective by Designウェブサイトはタギング・キャンペーンを奨励している。これはAmazon.comの商品タグ付け機能を利用して、賛同者が特定の商品を'defectivebydesign'タグを付けるというもので、ターゲットとなる製品は、DVDプレーヤー、DRM保護されたDVD・HD DVD・Blu-ray Disc作品、Windows Vista、ZuneそしてiPodが含まれる。
このタグはタギングが許可された外部サイトでも表示される。
またスラッシュドットではDRMとVistaを取り扱ったストーリーで'defectivebydesign'タグが見られる。